# Polygonella americana
Polygonella americana là một loài thực vật có hoa trong họ Rau răm. Loài này được (Fisch. & C.A. Mey.) Small miêu tả khoa học đầu tiên năm 1894.